# Thorsten Klentze

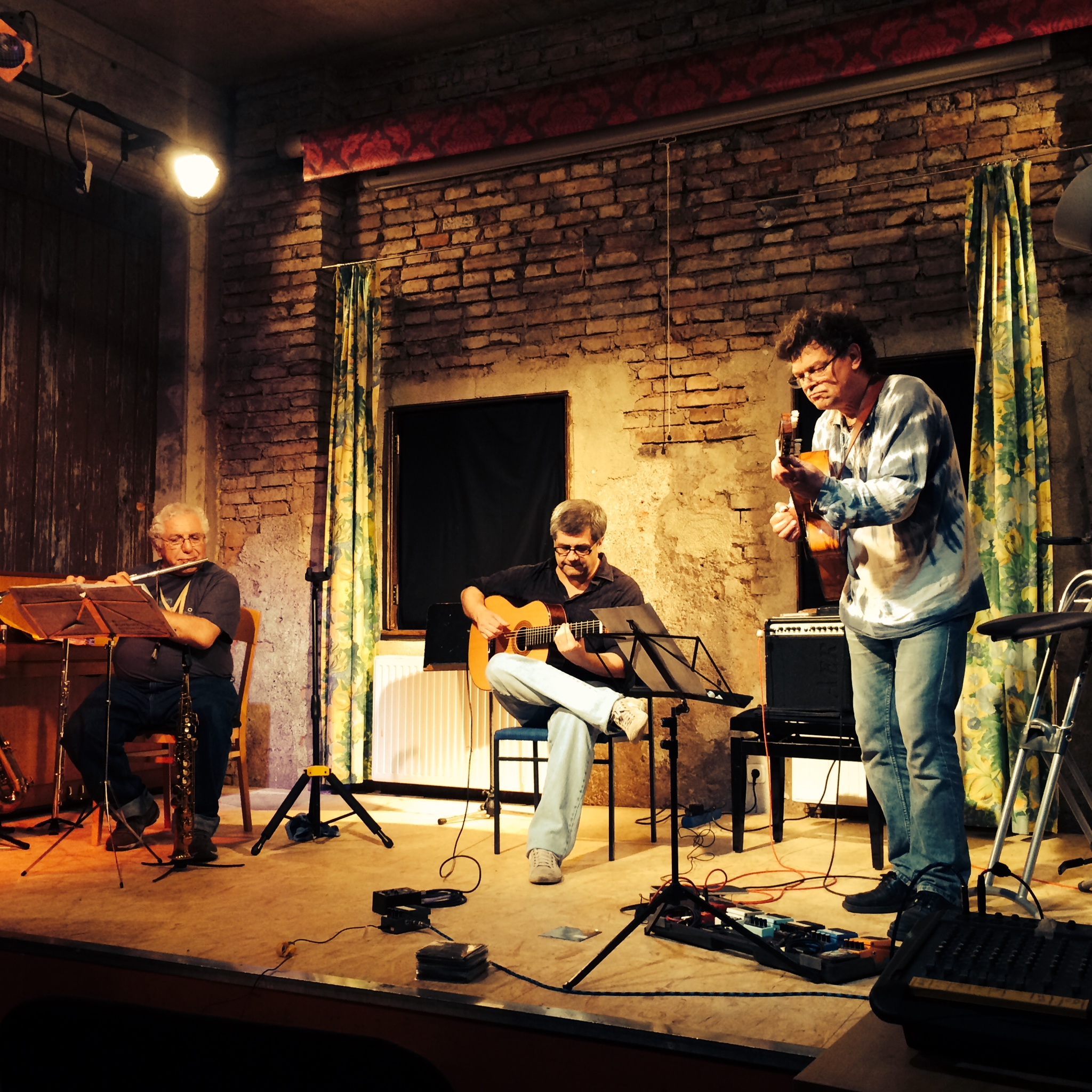
Thorsten Klentze (rechts) mit Roger Jannotta und Marcos Davi (2014)

Thorsten Klentze (* 15. Juni 1956 in Hamburg) ist ein deutscher Jazzmusiker (Gitarre, Komposition).

## Leben und Wirken
Bereits in seiner Schulzeit spielte Klentze in Hamburger Clubs. Dort traf er Bert Jansch, Hannes Wader und Franz Josef Degenhardt. Mitte der 1970er Jahre erweiterte sich seine Musik, beeinflusst durch Zbigniew Seifert, Toto Blanke, Keith Jarrett, Eberhard Weber und Charlie Mariano zum zeitgenössischen Jazz. Seine Gruppe Fisherman´s Break mit dem Saxophonisten Wolfgang Wahl tourte in den 1980er Jahren durch Europa. In den 1990er Jahren formierte sich um ihn ein neues Trio mit Marika Falk und Jost H. Hecker. Die größte Bekanntheit brachte ihm die Zusammenarbeit mit Charlie Mariano, der als Gastsolist von 1995 bis 2006 immer wieder in Konzerten und auf Festivals mit dem Thorsten Klentze Quartett auftrat.
Die langjährige Zusammenarbeit mit Roger Jannotta wurde in CD-Produktionen unter anderem mit dem Vibraphonisten David Friedman dokumentiert, auf denen sich die beiden immer wieder als unkonventionelle Komponisten präsentierten.  Der Diskograf Tom Lord listet im Bereich des Jazz seine Beteiligung zwischen 1991 und 2006 an sieben Aufnahmesessions.
Klentze lebt seit den 1980er Jahren mit seiner Frau Birgit in München, wo er auch als Musikpädagoge tätig ist. Sein Sohn ist der Schauspieler Bela Klentze.

## Diskografische Hinweise
- Fisherman`s Break (Edition Collage 1991, mit Wolfgang Wahl, Michael Keul, Gary Todd)
- Tigrib (Konnex 1995; mit Charlie Mariano, Jost H. Hecker, Marika Falk)
- Marika Falk, Thorsten Klentze, Jost H. Hecker, Roger Jannotta, Charlie Mariano Mariano (Konnex 1999)
- Thorsten Klentze, Roger Jannotta, David Friedman  Late (Konnex, 2000)
- Thorsten Klentze, Roger Jannotta, Jost H. Hecker, Marika Falk Ahoi (Konnex 2003)
- You Have Been Here Before (Konnex 2007, Roger Jannotta, Jost H. Hecker, Sascha Gotowtschikow)
- Live in der Unterfahrt (Konnex 2010, mit Mathias Engl, Roger Jannotta, Christian Lachotta, Sascha Gotowtschikow)
- Brisant (Konnex 2013, mit Ute Holzapfel, Roger Jannotta, Paul Tietze, Marika Falk)
- Klentze-Jannotta-Tietze (Konnex 2016, mit Roger Jannotta, Paul Tietze)[3]